# Antipalpus wieneckii
Antipalpus wieneckii är en tvåvingeart som beskrevs av Wulp 1872. Antipalpus wieneckii ingår i släktet Antipalpus och familjen rovflugor. Inga underarter finns listade i Catalogue of Life.